# 키코 엘스워스
키코 엘스워스(Kiko Ellsworth, 1973년 1월 2일 ~ )는 미국의 영화배우, 텔레비전 배우, 영화 프로듀서이다.
로스앤젤레스에서 태어났다.

## 영화
- 스크림 더 데빌 (2016년) - 오도네즈 역
- 더 나인 라이브즈 오브 클로이 킹 (2011년) - 로그 역
- 인 30 미닛츠 (2010년) - 프랭크 역
- 철권 (2010년)
- 스톤튼 힐 (2009년)
- 윌 투 파워 (2008년)
- 아이 엠 (2008년)
- 덱스터 시즌1 (2006년)
- 가딩 에디 (2004년) - 마이크 역
- 나쁜 녀석들 2 (2003년)